# Чагарниця смугастобока

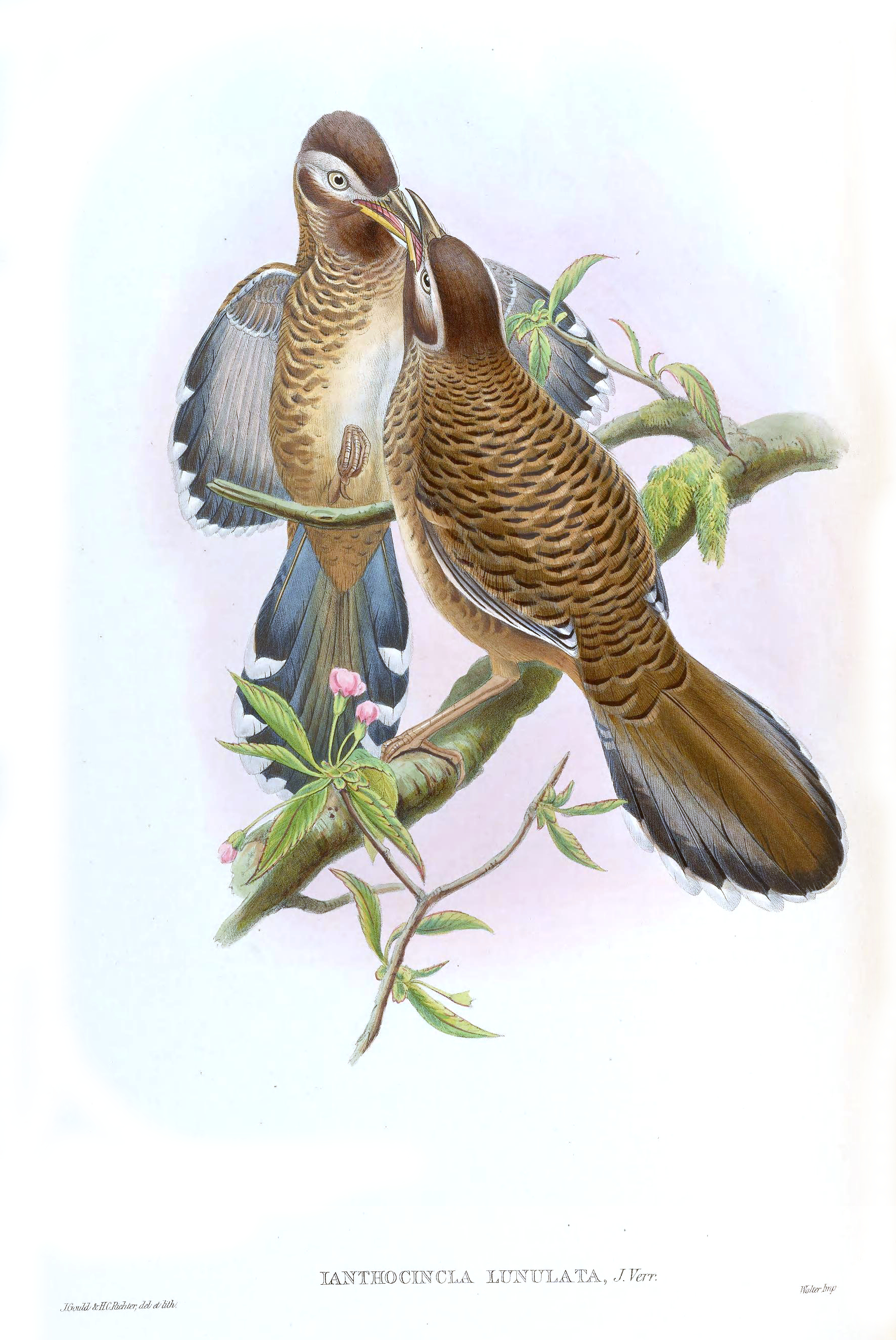
Смугастобокі чагарниці

Чагарни́ця смугастобока (Ianthocincla lunulata) — вид горобцеподібних птахів родини Leiothrichidae. Ендемік Китаю.

## Опис
Довжина птаха становить 24-25 см. Забарвлення сірувато-коричневе, верхня частина тіла поцяткована чорно-бежевими смужками, нижня частина тіла поцяткована лускоподібним візерунком. Навколо очей білі плями. Хвіст сизуватий, на кінці чорний, кінчик білий. Кінчики крил сизуваті.

## Підвиди
Виділяють два підвиди:
- I. l. lunulata Verreaux, J, 1871 — центральний Китай;
- I. l. liangshanensis (Li, G, Zhang, Q & Zhang, R, 1979) — південно-східний Китай.

## Поширення і екологія
Смугастобокі чагарниці є ендеміками Китаю. Вони мешкають на півдні Ганьсу і Шеньсі та на заході Сичуаню. Живуть у відкритих листяних і змішаних лісах з густим чагарниковим і бамбуковим підліском. Зустрічаються на висоті від 1200 до 3080 м над рівнем моря. Живляться переважно безхребетними, яких шукають на землі.